# Romy Kasper
Romy Kasper (Förlingen (Nedersaksen), 5 mei 1988) is een Duitse wielrenster die in 2024 voor de Amerikaanse wielerploeg Human Powered Health Women rijdt. Zij is actief op de baan en op de weg.

## Carrière
Tussen 2013 en 2016 reed ze voor de Nederlandse ploeg Boels Dolmans, van 2017 tot 2019 voor het Italiaanse Alé Cipollini, in 2020 reed ze voor Parkhotel Valkenburg, in 2021 en 2022 voor Jumbo-Visma en in 2023 reed ze een seizoen bij AG Insurance-Soudal Quick-Step waarna ze de overstap maakte naar Human Powered Health Women.
Met haar ploeg RusVelo werd Kasper 5e op het WK Ploegentijdrit in Valkenburg in 2012 en ze evenaarde deze prestatie met haar ploeg Boels Dolmans Cycling Team in Ponferrada in 2014. Ze werd 31e op het WK op de weg in Richmond in 2015.

## Palmares

### Op de baan
| Jaar | DK        | EK                           | WK              | Overige |
| ---- | --------- | ---------------------------- | --------------- | ------- |
| 2016 | omnium    |                              |                 |         |
| 2017 | 8e omnium | 7e afvalkoers 9e koppelkoers |                 |         |
| 2018 |           |                              | 10e koppelkoers |         |
| 2019 |           | derny                        |                 |         |

### Op de weg
2011
6e etappe Tour de Feminin - O cenu Českého Švýcarska
2012
5e op WK Ploegentijdrit in Valkenburg
2013
 Duits kampioenschap op de weg
10e op WK Ploegentijdrit in Florence
2014
2e etappe Thüringen Rundfahrt
5e op WK Ploegentijdrit in Ponferrada
2016
1e etappe Energiewacht Tour (TTT)
 Sprintklassement Energiewacht Tour

#### Resultaten in voornaamste wedstrijden
| Jaar | Ronde van Italië | Ronde van Frankrijk | Ronde van Spanje |
| ---- | ---------------- | ------------------- | ---------------- |
| 2008 |                  |                     |                  |
| 2009 |                  |                     |                  |
| 2010 |                  |                     |                  |
| 2011 |                  |                     |                  |
| 2012 | 28e              |                     |                  |
| 2013 | 51e              |                     |                  |
| 2014 |                  | 38e                 |                  |
| 2015 | 54e              | 48e                 |                  |
| 2016 |                  | 84e                 |                  |
| 2017 | 15e              |                     | 44e              |
| 2018 |                  |                     |                  |
| 2019 | 75e              |                     | 44e              |
| 2020 |                  | 999e                |                  |
| 2021 |                  |                     |                  |
| 2022 | 37e              |                     |                  |
| 2023 |                  |                     |                  |
| 2024 | 60e              |                     | 62e              |
| 2025 |                  | 86e                 |                  |

| Jaar | Milaan-San Remo | Gent-Wevelgem | Ronde van Vlaanderen | Parijs-Roubaix | Amstel Gold Race | Luik-Bast.‑Luik | Le Samyn | Waalse Pijl | Trofeo Alfredo Binda |  | WK op de weg |
| ---- | --------------- | ------------- | -------------------- | -------------- | ---------------- | --------------- | -------- | ----------- | -------------------- |  | ------------ |
| 2008 |                 |               | 58e                  |                |                  |                 |          | opgave      | opgave               |  |              |
| 2009 |                 |               |                      |                |                  |                 |          |             |                      |  |              |
| 2010 |                 |               |                      |                |                  |                 |          |             | opgave               |  |              |
| 2011 |                 |               | opgave               |                |                  |                 |          | 32e         | opgave               |  |              |
| 2012 |                 |               | 60e                  |                |                  |                 |          | opgave      | opgave               |  | opgave       |
| 2013 |                 |               | 86e                  |                |                  |                 | 45e      |             |                      |  | opgave       |
| 2014 |                 | 17e           | 39e                  |                |                  |                 |          |             |                      |  | opgave       |
| 2015 |                 |               | 54e                  |                |                  |                 | 23e      |             |                      |  | 31e          |
| 2016 |                 | 10e           |                      |                |                  |                 | opgave   |             |                      |  | 70e          |
| 2017 |                 | 40e           | 95e                  |                | opgave           |                 | 4e       |             |                      |  | 55e          |
| 2018 |                 | 62e           |                      |                |                  |                 | opgave   |             |                      |  |              |
| 2019 |                 | 96e           | 39e                  |                |                  | 81e             | 6e       | 76e         |                      |  |              |
| 2020 |                 |               | opgave               |                |                  | opgave          |          |             |                      |  | opgave       |
| 2021 |                 | 39e           | 52e                  | 18e            |                  |                 | 10e      | 74e         |                      |  | 87e          |
| 2022 |                 | 75e           | 65e                  | 19e            |                  |                 |          |             |                      |  | 57e          |
| 2023 |                 | 24e           | 22e                  | 17e            |                  |                 | 53e      |             |                      |  | 37e          |
| 2024 |                 | 87e           | opgave               | 38e            |                  |                 |          |             |                      |  |              |
| 2025 | 107e            | 63e           | opgave               | 16e            |                  |                 |          |             |                      |  |              |

## Ploegen
- 2008 -  Equipe Nürnberg Versicherung
- 2009 -  Equipe Nürnberg Versicherung
- 2010 -  Kuota Speed Kueens
- 2011 -  Noris Cycling
- 2012 -  RusVelo
- 2013 -  Boels Dolmans
- 2014 -  Boels Dolmans
- 2015 -  Boels Dolmans
- 2016 -  Boels Dolmans
- 2017 -  Alé Cipollini
- 2018 -  Alé Cipollini
- 2019 -  Alé Cipollini
- 2020 -  Parkhotel Valkenburg
- 2021 -  Team Jumbo-Visma
- 2022 -  Team Jumbo-Visma
- 2023 -  AG Insurance-Soudal Quick-Step
- 2024 -  Human Powered Health
- 2025 -  Human Powered Health

Armitstead · Bras · Daams · De Baat · Kasper · Kessler · Martin · Rooijakkers · Trott · Van Wanroij · Visser
Armitstead · Daams · De Jong · Ensing · Guarnier · Kasper · Kessler · Majerus · Pawłowska · Trott · Van Dijk · Van Paassen · Van Wanroij · Zijlaard
Armitstead · Blaak · De Jong · Dideriksen · Guarnier · Kasper · Majerus · Pawłowska · Stevens · Van Dijk · Van Paassen
Armitstead · Blaak · Canuel · De Jong · Dideriksen · Guarnier · Harris · Kasper · Majerus · Pawłowska · Stevens · Van Dijk
Alzini · Bastianelli · Ensing · Hosking · Kasper · Paladin · Santesteban · Stefani · Taylor · Trevisi · Tušlaitė · Vekemans
Bastianelli · Ensing · Frometa Leonard · Hagiwara · Hosking · Kasper · Knetemann · Paladin · Santesteban · Stefani · Swinkels · Trevisi · Tušlaitė · Vekemans
Bariani · Erić · Hosking · Kasper · Quagliotto · Paladin · Peñuela · Raimondi · Swinkels · Trevisi · Van 't Geloof · Yonamine
De Boer · Van der Burg · Buysman · Duyck · De Gast · Van der Hulst · Kasper · Koster · Markus · Nagengast · Nilsson · Raaijmakers · K. Swinkels · S. Swinkels · Van Veen · Vollering · Wiebes
Beekhuis · Henderson · Kasper · Koster · Markus · Mathiesen · Soet · Swinkels · Van de Velde · Van den Bos · Van der Burg · Vos
Achtereekte · Beekhuis · van den Bos · Henderson · Kasper · Koster · Kraak · Labecki · Markus · Riedmann · Rüegg · Soet · Swinkels · Vos
Benito · Boogaard · Borgström · Ghekiere · Goossens · Henttala · Kasper · Knaven · Louw · Masetti · Meertens · Moolman-Pasio · Pluimers · Rijnbeek · Steigenga · Wollaston
Birjoekova · Borghesi (vanaf 2/7) · Christie · Cordon-Ragot · Doebel-Hickok · Edwards · Grossetête · Kasper · Malcotti · D. Pikulik · W. Pikulik · Raaijmakers · Ragusa · Williams · Wood · Zanardi · Zanetti
Blanco · Borghesi · Cipressi · Coles-Lyster · Edwards · Grossetête · de Jong · Kasper · Malcotti · Mitterwallner · D. Pikulik · W. Pikulik · Raaijmakers · Ragusa · Schweinberger · Williams · Zanardi